# KAS Eupen
Königliche Allgemeine Sportvereinigung Eupen, vanligen kallat KAS Eupen, är en professionell fotbollsklubb baserad i Eupen, Belgien som spelar i Jupiler League. Klubben grundades 1945 och spelar sina hemmamatcher på Kehrwegstadion.

## Historia
KAS Eupen bildades 1945 efter sammanslagningen av Jugend Eupen och FC Eupen 1920.
Säsongen 2010-11 nådde man för första gången den belgiska högstaligan.
I juni 2012 köptes klubben av regeringen i Qatar och dess Aspire Zone Foundation, som också äger Paris Saint-Germain. Aspire Academy meddelade att de hade för avsikt att använda klubben som en språngbräda ut till europeisk fotboll för sina akademiker i Afrika, Sydamerika och Asien.

## Spelare

### Spelartrupp
| Nr | Land                    | Pos | Namn                                  |
| -- | ----------------------- | --- | ------------------------------------- |
| 5  | Spanien                 | F   | Jordi Amat                            |
| 6  | Frankrike               | F   | Benoît Poulain                        |
| 7  | Belgien                 | A   | Julien Ngoy                           |
| 8  | Belgien                 | MF  | Stef Peeters                          |
| 9  | Bosnien och Hercegovina | A   | Smail Prevljak                        |
| 10 | Grekland                | MF  | Giannis Konstantelias (lån från PAOK) |
| 11 | Elfenbenskusten         | A   | Konan N'Dri                           |
| 12 | Belgien                 | A   | Lorenzo Offermann                     |
| 13 | Mali                    | MF  | Sibiry Keita                          |
| 14 | Belgien                 | MF  | Jérôme Déom                           |
| 15 | Belgien                 | F   | Gary Magnée                           |
| 16 | Belgien                 | F   | Simon Libert                          |
| 17 | Guinea-Bissau           | A   | Carlos Embaló                         |
| 18 | Guinea                  | MF  | Amadou Keita                          |
| 19 | Portugal                | A   | Leandro Rocha                         |
| 20 | Jamaica                 | MF  | Tyreek Magee                          |
| 21 | Marocko                 | MF  | Mohamed Amine Essahel                 |

| Nr | Land            | Pos | Namn                                       |
| -- | --------------- | --- | ------------------------------------------ |
| 22 | Elfenbenskusten | F   | Emmanuel Agbadou                           |
| 23 | Marocko         | F   | Anas Nanah                                 |
| 24 | Elfenbenskusten | F   | Silas Gnaka                                |
| 25 | Ghana           | F   | Emmanuel Sowah Adjei                       |
| 26 | Belgien         | MF  | Jens Cools                                 |
| 28 | Belgien         | F   | Jonathan Heris                             |
| 29 | Ghana           | MF  | Isaac Nuhu                                 |
| 30 | Tyskland        | MV  | Robin Himmelmann                           |
| 32 | Tyskland        | F   | Andreas Beck                               |
| 33 | Ghana           | MV  | Abdul Nurudeen                             |
| 35 | Belgien         | F   | Boris Lambert                              |
| 70 | Kamerun         | MF  | Pierre Akono                               |
| 77 | Elfenbenskusten | A   | Mamadou Koné                               |
| 99 | Belgien         | MV  | Tom Roufosse                               |
| —  | Tyskland        | A   | Torben Müsel (lån från Mönchengladbach)    |
| —  | Frankrike       | F   | Teddy Alloh (lån från Paris Saint-Germain) |